# Среднее Водяное

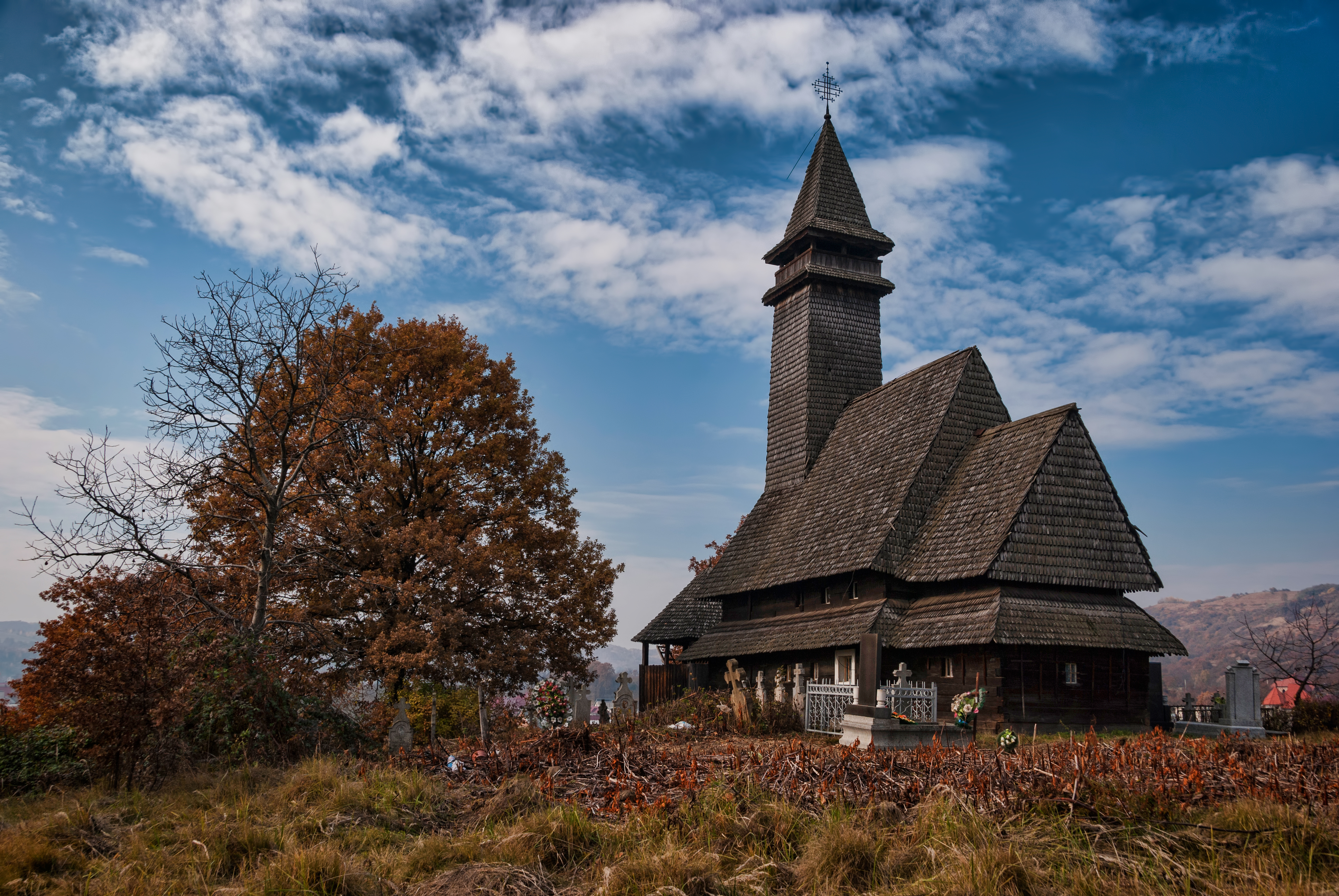
Церковь Св. Николая («верхняя»)

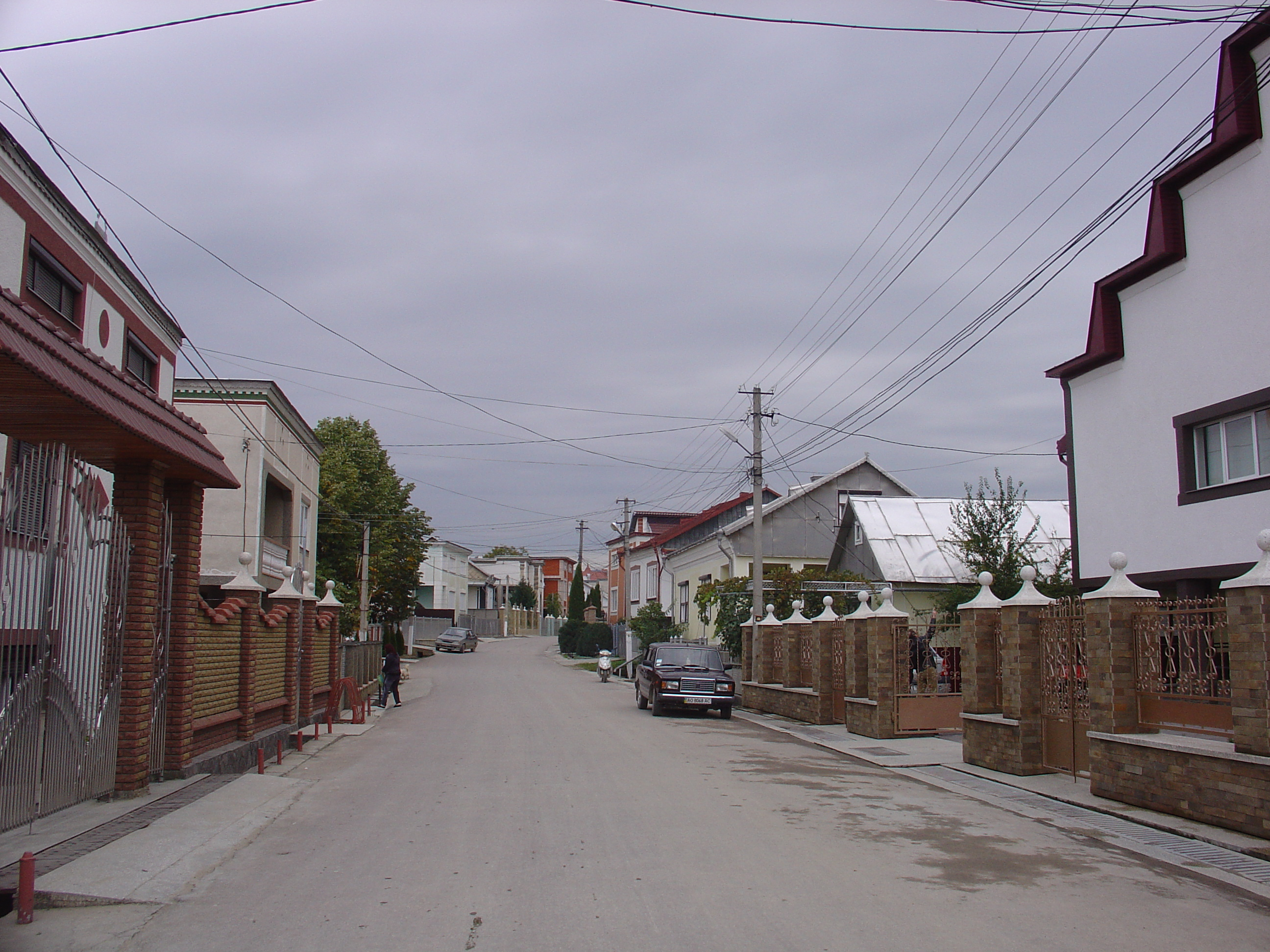
На улице села

Сре́днее Водяно́е (укр. Сере́днє Водяне́) — село в Солотвинской поселковой общине Тячевского района Закарпатской области Украины. Расположено над рекой Апшица, в предгорьях Карпат.
Население по переписи 2001 года составляло 5689 человек. Большая часть населения села — румыны.
Почтовый индекс — 90613. Телефонный код — 3132. Занимает площадь 4,260 км². Код КОАТУУ — 2123687001.

## История
В 1946 году указом ПВС УССР село Средняя Апша переименовано в Среднее Водяное.

## Достопримечательности
В селе сохранились две закарпатские деревянные церкви, посвященные святому Николаю — верхняя и нижняя.
- Церковь Св. Николая («нижняя»), XVII в.
- Церковь Св. Николая которая является второй по возрасту старейшей церковью Закарпатья («верхняя»), 1428, XVIII в.

## Внешние источники
- Среднее Водяное на сайте Верховной рады Украины (укр.). gska2.rada.gov.ua. Дата обращения: 18 мая 2020.
- Административно-территориальное устройство Закарпатской области (укр.). Архивировано из оригинала 5 февраля 2012 года.